# Georg Gawliczek
Georg Gawliczek (* 2. Februar 1919 in Schillersdorf, Provinz Oberschlesien; † 4. September 1999 in Karlsruhe) war deutscher Fußballspieler und Trainer. Er war Vertragsspieler in der Oberliga West und Oberliga Südwest. In der Fußball-Bundesliga trainierte er die Vereine FC Schalke 04, Hamburger SV, Karlsruher SC, Tennis Borussia Berlin und Hertha BSC. Mit dem Freiburger FC, Tennis Borussia und Hertha BSC gelangen ihm Aufstiege, wenngleich bei den beiden letzteren sogleich Abstiege folgten. Mit dem FC Zürich gewann er den Schweizer Cup von 1970.
In der Bundesliga war er Trainer bei 167 Partien; mit einem Durchschnitt von 1,01 Punkten pro Spiel ist er dabei der in dieser Hinsicht der viertschlechteste Trainer mit mehr als 100 Spielen. Er war auch ein Pionier in Sachen Trainerentlassungen: er war der zweite und der zehnte Trainer der Bundesligageschichte, der vorzeitig gehen musste, und dabei der erste, dem das ein zweites Mal passierte. In der 2. Bundesliga war er bei 161 Spielen Trainer.

## Stationen als Spieler – Anfänge als Trainer
Der aus der Jugend des Meidericher SV hervorgegangene Spieler war vor dem Start der Oberliga West 1947 beim FC Schalke 04 aktiv. 1946 war er auch in der Auswahl des Westdeutschen Fußballverbandes im Einsatz. Danach spielte er 1947/48 und 1948/49 wieder zwei Runden für den Meidericher SV in der Landesliga Niederrhein und war auch in dieser Zeit in der westdeutschen Auswahl.
1949 absolvierte er zudem unter der Leitung von Bundestrainer Sepp Herberger, die Ausbildung zum Fußball-Lehrer. Es war der 2. Lehrgang der nach dem Krieg in der Sporthochschule Köln durchgeführt wurde. Lehrgangskollegen waren:
Herbert Burdenski, Theo Kirchberg, Kuno Klötzer, Willibald Kreß, Helmut Kronsbein, Hans Pilz, Hans Wendlandt, Martin Wilke, Emil Izsó
Zur Runde 1949/50 wechselte zum 1. FC Kaiserslautern, wo er zusammen mit Fritz Walter Meister der Oberliga Südwest wurde. In der Endrunde um die deutsche Meisterschaft schieden die Pfälzer im Viertelfinale mit 2:5 gegen den VfB Stuttgart aus.
Danach übernahm er 1950/51 die Verbandstrainerstelle beim Fußball-Verband Mittelrhein. Nach einem Jahr folgte er aber dem Ruf des 1. FC Köln, bei dem von 1951 bis 1952 auch sein Bruder Gerhard Gawliczek war, und spielte dort noch zwei Saisonen in der Oberliga West. Unter Trainer Helmut Schneider wurde er dort an der Seite von Hans Schäfer 1953 Vizemeister. Der FC schied in der sich daran anschließenden Endrunde um die Deutsche Meisterschaft 1952/53 in den Gruppenspielen mit nur einem Sieg aus sechs Partien aus.
In der Saison 1953/54 spielte er mit 34 Jahren für Phönix Ludwigshafen, wo er seine Spielerlaufbahn als Sechster der Oberliga Südwest beendete. Er absolvierte dabei alle 30 Ligaspiele und kam auf 4 Tore.

## Karriere als Trainer

### 1954 bis 1960: Vom Verbandstrainer zum DFB
Von 1954 bis 1956 war er Trainer des Südwestdeutschen Fußballverbands, ehe er 1956 vom DFB verpflichtet wurde und im Trainerstab des Bundestrainers Sepp Herberger aufgenommen wurde, wo er an der Seite von Helmut Schön und Dettmar Cramer wirkte. Höhepunkt war in dieser Tätigkeit die Fußball-Weltmeisterschaft 1958 in Schweden, wo Deutschland Vierter wurde.

„Als Außenläufer und Verbindungsstürmer gleich brauchbar. Spielte bei Meiderich und Schalke, auch mehrfach repräsentativ. Ein Mann, der über das Spiel nachgedacht hat, mit selbständigen Gedanken und Initiative. Gehilfe Herbergers.“

Während Schön spezielle Zuständigkeit für die Junioren- und die B-Nationalmannschaft hatte, war Gawliczeks besonderer Bereich die Amateurnationalmannschaft, die er auf die Olympischen Spiele 1960 vorzubereiten hatte. Mit der deutschen Auswahl setzte er sich zunächst in der damaligen „innerdeutschen“ Qualifikation gegen die quasi A-Nationalmannschaft („Staatsamateure“) der DDR durch. Bei der eigentlichen Qualifikation gelang der deutschen Auswahl aber nur ein Sieg gegen die Auswahl Finnlands, während die beiden Spiele gegen Polen, wiederum eine quasi A-Nationalmannschaft, verloren gingen.
Seine Zeit beim DFB war nach der Weltmeisterschaft zunehmend von den Gelüsten Schöns, Dettmar Cramers und ihm selbst auf die Nachfolge des beim Weltturnier bereits 61-jährigen Herberger geprägt. Nachdem Cramer zeitweise ausschied um eine Karriere als Journalist beim ZDF zu verfolgen, war dies auf eine Rivalität zwischen ihm und Schön reduziert. Gawliczek galt sogar als von Herberger bevorzugter Nachfolger, was sogar dazu führte, dass Schön 1958 beim DFB kündigte, wenngleich er alsbald vom Verband zum Verbleib umgestimmt werden konnte. Nachdem „der Alte“ sich keinerlei Rückzugswilligkeit anmerken ließ – er sollte bis 1964 im Amt bleiben – und sich auch öffentlich nicht auf einen Nachfolger festlegen wollte, meinte Gawliczek schließlich 1960, er könne nicht so lange warten.

### 1960 bis 1964: FC Schalke 04
Zur Saison 1960/61 unterschrieb er dann einen wohl besser dotierten Vertrag beim FC Schalke 04 in der Oberliga West, der ihm 3.000 Mark pro Monat einbringen sollte. Mit Schalke, im Vorjahr unter dem Ungarn Nándor Lengyel Vierter, kam er auf Anhieb hinter dem 1. FC Köln und Borussia Dortmund auf den dritten Rang. 1962 konnte er die Vizemeisterschaft – nur einen Punkt hinter dem 1. FC Köln – erringen. Alle zwei Spiele gegen die Kölner hatten die Schalker für sich entscheiden können. In der Endrunde lief es aber dann nicht mehr so gut für die Knappen. Der Titelverteidiger 1. FC Nürnberg setzte sich in den Gruppenspielen gegen Schalke durch und zog dadurch wieder in das Finale ein, wo aber der 1. FC Köln überlegen mit 4:0 gewann. In der letzten Oberligasaison vor der Einführung der Bundesliga wurde Schalke nur Sechster, war aber dennoch für die neue Liga qualifiziert.
Als Pluspunkt der Trainerarbeit kann die Berufung der Spieler Hans Nowak und Willi Koslowski in die Nationalmannschaft bewertet werden. Beide waren dann auch zusammen mit Willi Schulz bei der WM 1962 in Chile dabei. Im letzten Oberligajahr gelang zudem der Einbau des Talentes Reinhard „Stan“ Libuda am rechten Flügel.
Der Start in die Bundesliga gelang am 24. August 1963 mit einem überzeugenden 2:0-Heimsieg durch Tore von Koslowski und Gerhardt. Die Euphorie wurde durch die neue Liga, die zwei Neuzugänge Günter Herrmann und Klaus Matischak und den 9:1 Punkte-Start gewaltig in die Höhe getrieben. Nach der Hinrunde hatte Schalke 20 Punkte und lag vier Punkte hinter Köln auf Platz fünf. Drei Mannschaften waren punktgleich vor Schalke, da sie den besseren Torquotienten hatten. In der Rückrunde erreichte Schalke nur noch neun Punkte, was in der Rückrundentabelle den vorletzten Platz bedeutete. Vier Siegen standen neun Niederlagen und ein Unentschieden gegenüber. Vor dem letzten Spieltag, nachdem Schalke noch einen 2:1-Heimsieg gegen den Karlsruher SC schaffte, wurde Gawliczek durch Fritz Langner ersetzt, der die Saison mit einem 1:1 beim Absteiger 1. FC Saarbrücken beendete und damit noch den achten Platz in der Gesamtabrechnung sicherte. Gawliczek, der sich in jener Zeit als erster Trainer der „Fachgruppe Bundesliga in der DAG“ anschloss, war dadurch nach Herbert Widmayer beim 1. FC Nürnberg der zweite Trainer der Bundesligageschichte, der vor Vertragsende von seinen Pflichten entbunden wurde.
Ob an der Auflösung der Mannschaft wirklich die „zu häufigen Besuche auf der Rennbahn“ des Trainers, der als Pferdenarr galt, überwiegend beitrugen oder doch die zwischenmenschlichen Zerwürfnisse im Kader – zwischen Berz und Koslowski gab es im Training eine Prügelei – und die Finanzprobleme die Spieler zu sehr vom Sport ablenkten, das ist auch im Nachhinein nicht klar zu beantworten. Andere meinten, dass sich Ernst Kuzorra zu oft in die Mannschaftsaufstellung und Traineranweisungen einnmischte. Auch die schon früh bekannt gewordenen Abwanderungsgelüste von Matischak und das Formtief des Spielmachers Herrmann waren weitere Punkte des drastischen Nachlassens der Schalker in der Rückrunde. „Er war ein sehr vernünftiger Mann, der selten laut geworden ist“ – Schalker Urgestein Willi Koslowski, der sehr gute Erinnerungen an den früheren Coach hat, in einer Nachbetrachtung. Nach Gawliczeks Abgang demissionierte schließlich auch der Vorstand und der ehemalige Nationalspieler Fritz Szepan wurde zum Notvorstand bestellt.

### 1964 bis 1966: Hamburger SV – Ende mit Spielerrevolte
Enttäuscht von diesem Umfeld ging der Trainer bereits im Frühjahr auf die Offerte des Hamburger SV ein, der ihn zur Saison 1964/65 für ein Monatsgehalt von DM 6.000 als Nachfolger von Martin Wilke verpflichtete. Zur Winterpause nach 17 Spieltagen war der HSV Dritter, nur zwei Punkte hinter dem SV Werder Bremen der am Ende den Titel holen sollte. Die Rückrunde verlief katastrophal. Auf drei Siege und ein Unentschieden kamen neun Niederlagen und am Ende war der HSV Elfter (von 16 Mannschaften in dieser Saison). In der folgenden Saison lag die Mannschaft nach der Hinrunde auf Platz elf von nunmehr 18 Mannschaften. Im Januar wurde Gawliczeks Vertrag bis Ende 1966/67 verlängert. Mitte April forderten die Spieler seine umgehende Amtsentfernung. Die Vereinsleitung entsprach dem Wunsch der Mannschaft, während die Presse eher eine „Generalreinigung der Mannschaft“ andachte. HSV-Präsident Karl Mechlen bescheinigte Georg Gawliczek: „Sie sind ein guter Trainer, Sie hatten nur das Pech gehabt, eine Mannschaft zu bekommen, die sehr schwierig ist.“ Ab dem 30. Spieltag saß der Leiter der Jugendmannschaften des HSV und vormalige Hertha-BSC-Trainer Jupp Schneider auf der Bank. Die Mannschaft beendete die Saison als Neunter.

### 1966/67: Young Fellows Zürich
Danach ging er für eine Saison zum Schweizer Erstligisten FC Young Fellows Zürich, den er von der 1965/66 Position 12 auf Platz neun verbesserte. Der Verein und sein Trainer harmonierten. Doch Gawliczek hatte ein Angebot vom deutschen Bundesligisten Karlsruher SC als Technischer Direktor. Bei der launigen Abschiedsfeier versprach er, einmal zurückzukehren.

### 1967/68: Karlsruher SC – Ende mit Spielerrevolte
Der Karlsruher SC ging mit Paul Frantz aus Straßburg als Cheftrainer in die Bundesligarunde 1967/68, nach dem respektablen Abschneiden in der Saison 1966/67 auf dem 13. Rang mit 54:62 Toren und 31:37 Punkten. Borussia Mönchengladbach, Hannover 96 und der 1. FC Nürnberg standen mit dem ausgeglichenen Punkteverhältnis von je 34:34 Punkten in der Tabellenmitte auf den Plätzen 8., 9. und 10. Vor allem die erzielten 54 Tore – mehr als der Meister der Saison 1967 Eintracht Braunschweig mit 49 Treffern – stimmten die Verantwortlichen des KSC hoffnungsvoll. Gawliczek wurde zusätzlich für die „Fohlenelf“ und für verschiedene Sonderaufgaben verpflichtet. Da Frantz weiterhin als Professor an der Sporthochschule in Straßburg unterrichtete, war von Beginn an eine Einbindung des „Zweiten Mannes“ in die Trainingsarbeit über das übliche Maß eines Assistenten hinaus gegeben. Durch einen miserablen Start gefördert – in den ersten zehn Spielen kam man lediglich auf 6:14 Punkte und stand damit auf dem 17. Tabellenplatz – war massiv von schlechter Stimmung beim KSC zu hören. Es wurde von zu vielen Meinungen und Richtungen gesprochen. Ein Spieler formulierte es so: „Wir stehen zwischen zwei Feuern und wissen im Augenblick nicht, wohin wir hören sollen. Dahin ist die Begeisterung, die im vergangenen Jahr die Mannschaft beflügelte!“
Am Mittwoch, dem 25. Oktober 1967 gab der KSC dann folgende Verlautbarung zum Trainerproblem heraus:
„Wie bekannt, trainieren die Lizenzspieler des KSC seit zwei Wochen zweimal täglich. Dies erfordert eine ständige Anwesenheit des verantwortlichen Trainers. Der dafür bislang zuständige Professor Frantz aus Straßburg hat infolge der ihm durch den französischen Staat neu auferlegten Aufgaben nicht die erforderliche Zeit, diese wichtige Tätigkeit voll zu erfüllen. In klarer Voraussicht, daß sich eine solche Entwicklung im Verlauf der Saison einstellen könnte, hat der KSC vor Beginn der diesjährigen Saison den bekannten Trainer Georg Gawliczek verpflichtet. Auf Grund dieser gegebenen Sachlage hat sich die Vorstandschaft des KSC nach Rücksprache mit Herrn Professor Frantz entschlossen, nunmehr Herrn Gawliczek die volle Verantwortung für die Bundesligamannschaft zu überlassen. Prof. Frantz wird dem KSC auch weiterhin als Berater zur Verfügung stehen.“
In der Karlsruher Presse wurde zu dem Thema bemerkt:
„Wie dem auch sei, der Vorstand hat seine Entscheidung getroffen. Es ist nur zu hoffen, daß er weise gehandelt hat. In Spielerkreisen war schon vor Wochen zu hören, daß es gut wäre, wenn man endlich wisse, wohin man zu hören habe. Vielleicht ist diese Tatsache der eigentlich zwingende Grund, eine Änderung vorzunehmen, denn die augenblicklich fehlende Moral in der Mannschaft ist sicherlich, oder mindestens zum Teil, auf die ungeklärte Zuständigkeit zurückzuführen.“
Georg Gawliczek äußerte sich so:
„Ich habe die Situation nicht gewollt, weil ich aus eigener Erfahrung weiß, was es heißt, wenn man abgelöst wird. Er sei von Beginn an für eine klare Trennung gewesen, denn für eine Mannschaft könne nur einer die volle Verantwortung tragen.“
Nach der 0:2-Niederlage am 21. Spieltag, den 3. Februar 1968, bei Hannover 96, stand der KSC auf dem 18. Tabellenplatz und der Abstieg war damit fast nicht mehr abzuwehren. In der Pressekonferenz haderte Gawliczek über die „nur 16 Lizenzspieler, die einfach zu wenig sind“ und der Hannover-Trainer Horst Buhtz nahm ihn in Schutz: „Es liegt nicht am Trainer, sondern an der Tabellensituation beim KSC. Die schlechte Lage macht die Spieler nervös und dann klappt es erst recht nicht.“ In der Karlsruher Zeitung (BNN) stand am 8. Februar aber bereits folgendes:
„Zwischen dem KSC-Trainer Georg Gawliczek und den Lizenzspielern ist es zu einem offenen Bruch gekommen. Nachdem die Spieler schon zu Beginn der Woche eine Änderung in der Trainingsleitung vorgeschlagen hatten, blieben sie zum Teil dem Mittwoch-Training fern und bekräftigten anschließend in einer Sitzung mit dem Vorstand ihre Meinung. Nachdem die Spieler vom Vorstand verabschiedet worden waren, kam es zu einem Gespräch mit Trainer Gawliczek und am Ende war man sich einig, daß er in seinem Traineramt bleibt.“
Am Freitag, dem 9. Februar titelte die BNN aber mit der Meldung:
„Georg Gawliczek trat zurück – Herbert Widmayer wird vorläufig die KSC-Spieler betreuen“
„Was schon am Anfang der Woche erwartet worden war, trat am Donnerstagmorgen ein: KSC-Trainer Georg Gawliczek erklärte den Rücktritt, nachdem ihm am Vorabend nochmals das Vertrauen des Vorstandes ausgesprochen worden war. Die allgemeine Reaktion war allerdings so, daß sich der 1. Vorsitzende, Helmut Hodel, am Donnerstag beeilte, die schon vorher angeknüpften Verhandlungen mit dem norbadischen Fußballverband und dessen Trainer Herbert Widmayer abzuschließen. Zögernd erklärte sich Herbert Widmayer bereit, den trainerlosen KSC vorläufig und auf unbestimmte Zeit zu übernehmen.“
Am Ende der Saison stieg der KSC als Tabellenletzter ab.

### 1968 bis 1969: Young Fellow Zürich – diesmal zweite Liga
Ab dem 20. April 1968 saß er als Nachfolger seines Nachfolgers Vujadin Boškov wieder beim FC Young Fellows Zürich auf der Bank, den er aber in den ausstehenden acht Saisonbegegnungen nicht mehr vor dem Abstieg retten konnte. Er führte den Verein auch durch die Nationalliga B-Saison 1968/69, landete dort aber auf dem neunten Platz statt auf einem Wiederaufstiegsrang.

### 1969 bis 1970: FC Zürich – Pokalsieg und Spielerwiderstand
Zur Saison 1969 heuerte er beim Erstligisten FC Zürich und wurde mit dem Meister von 1968 Dritter. Im Mai 1970 gewann er allerdings mit einem 4:1 nach Verlängerung im Finale den Schweizer Cup. Er blieb bis November 1970 beim FC Zürich, wo ihm ab dem 13. Spieltag 1970/71 der ungarischstämmige Chilene Juan Schwanner nachfolgte. Der FCZ war damals Fünfter und beendete die Saison auch als solcher. Beim FC Zürich war das Personal wenig begeistert vom deutschen Trainer. Fritz Künzli, „Sonnyboy“ und Torjäger der Zürcher berichtete später einmal:
„Doch uns Spielern passte sein Führungsstil nicht. Er war sehr autoritär. So bot er an einem Samstagmorgen Martinelli und mich zu einem Spezialtraining auf. Es regnete in Strömen. Gawliczek liess uns – notabene zeitungslesend im Auto sitzend – Runden laufen. Nach einer halben Stunde winkte er uns zu, liess die Scheibe runter und befahl uns, die Rundenrichtung zu wechseln. Gawliczek war in all meinen Jahren beim FC Zürich der einzige Übungsleiter, den wir bei Präsident Edi Nägeli «verpfiffen» und so seine Entlassung im Herbst 1970 beschleunigten.“

### 1971 bis 1972: Südwest Ludwigshafen – Enttäuschung in der Regionalliga
Zum 1. Januar 1971 vom Südwest-Regionalligisten Südwest Ludwigshafen verpflichtet, der die Saison 1970/71 als Dritter, nur einen Punkt hinter den für die Bundesliga-Aufstiegsrunde qualifizierenden Platz zwei abschloss. Der Verein schloss die Runde 1971/72 auf einem enttäuschenden 10. Platz ab. Ende November 1972 wurde er dort mit sechs Monaten Restlaufzeit seines Vertrages entlassen. Zu Saisonende waren die Ludwigshafener diesmal Neunte.

### 1973 bis 1975: Tennis Borussia – Aufstieg und Abstieg
Ab Januar 1973 fand er bereits wieder neue Anstellung. diesmal beim Berliner Zweitligisten Tennis Borussia. In der Saison 1973/74 – die letzte Runde der Regionalliga, ab der Saison 1974/75 gab es dann die zunächst noch zweigeteilte 2. Bundesliga – führte Georg Gawliczek die „Lila-Weißen“ erfolgreich und überraschend durch die Aufstiegsrunde in die Bundesliga.
Auch für den Mäzen Jack White, der unter seinem bürgerlichen Namen Horst Nußbaum selbst eine ansehnliche Karriere als Fußballprofi hatte, stellte der Wechsel der Gegner, bisher in Berlin gegen Wacker 04, Blau-Weiß 90, Hertha Zehlendorf, SC Westend 1901, Rapide Wedding, BSV 92, Spandauer SV etc., in Zukunft hin zu FC Bayern München, Hamburger SV, Werder Bremen, Borussia Mönchengladbach und vor allem Hertha BSC, einen gewaltigen Sprung und Herausforderung dar. Er stellte zwar dem Trainer für die Bundesliga den Alt-Internationalen Karl-Heinz Schnellinger zur Verfügung. Bereits am 23. Spieltag im März – zur Zeit des erst zweiten Bundesligasieges, einem 3:2 gegen den 1. FC Kaiserslautern vor der Rekordminuskulisse von nur 3.100 Zusehern – wurde angekündigt, dass Gawliczek den Verein nach Saisonende verlassen würde. TeBe fuhr noch zwei weitere Siege ein, stieg aber als vorletzter vor dem Wuppertaler SV, der die zweitschlechteste Saison eines Bundesligisten nach Tasmania Berlin spielte, ab. Die Rekordminuskulisse konnte aber am 31. und 34. Spieltag mit nur 2.200, bzw. 1.500 Zuschauern gegen den VfB Stuttgart und Wuppertal noch unterboten werden.

### 1975 bis 1976: Wacker 04 Berlin
Gawliczek wurde zur Saison 1975/76 vom Zweitligisten Wacker 04 Berlin verpflichtet, der im Vorjahr unter Željko Čajkovski, jüngerer Bruder des berühmten Zlatko „Tschik“ Čajkovski, 13. wurde. Gawliczek wurde nach elf sieglosen Partien in Serie nach dem 32. Spieltag durch Hans-Joachim Altendorff abgelöst, der in den verbliebenen sechs Spielen noch zwei Siege einfuhr und damit knapp den Klassenerhalt sicherte. Meister wurde übrigens Tennis Borussia, diesmal unter Helmuth Johannsen, 1967 Meistertrainer mit Eintracht Braunschweig.

### 1976 bis 1978: Freiburger FC – Aufstieg
Zur Saison 1976/77 übernahm Gawliczek den in der drittklassigen 1. Amateurliga Südbaden spielenden Freiburger FC. Unter Führung ihres Präsidenten und Mäzens Rolf Jankovsky hatte der deutsche Meister von 1907 in den vergangenen Saisonen versucht, wieder, wie zuletzt 1974 zweitklassig zu werden. Mit Gawliczek wurde der FFC Meister, vor dem SC Freiburg. Nachdem sich die Breisgauer in der Aufstiegsrunde durchsetzten, führte er die Mannschaft, die nun zum letzten Mal in einer höheren Liga spielten als ihre Lokalrivale, durch die Südgruppe der 2. Bundesliga, wo sie 13. wurden. Zu den bekanntesten Spielern der Freiburger gehörten der Tormann Hubert Birkenmeier, der schon bei Tennis Borussia unter Gawliczek spielte, und später zu New York Cosmos wechselte, und Karl-Heinz Bente der zu den Vereinslegenden gezählt wird. Unter Gawliczeks Nachfolgern Norbert Wagner und später Milovan Beljin blieb der FFC in der nächsten Saison noch einmal vor dem mittlerweile ebenso aufgestiegenen Freiburger SC, ehe ein nachhaltiger Niedergang einsetzte.

### 1978 bis 1980: Waldhof Mannheim
Gawliczek trainierte 1978/79 ab dem 16. Spieltag im November 1978 den SV Waldhof Mannheim in der 2. Bundesliga, wo er Slobodan Cendic und Ludwig Günderoth nachfolgte. Er übernahm die Mannschaft als 12. und schloss die Saison als 16. von 20 Vereinen nur eine Rang über einem Abstiegsplatz ab. Ein 1:0-Sieg am drittletzten Spieltag beim Freiburger FC war dabei mitentscheidend für den Klassenerhalt. In der folgenden Saison lag der SVW nach dem 28. Spieltag am 8. März 1980 auf Platz elf als Gawliczek sich aus gesundheitlichen Gründen zurückzog. Er wurde bis zum Saisonende durch seinen Assistenztrainer Klaus Sinn abgelöst, unter dem sich bis Saisonende nichts an der Platzierung änderte. Auf Sinn sollte der legendäre Klaus Schlappner folgen, unter dem der Verein in die Bundesliga aufsteigen sollte.
Gawliczek beendete daraufhin seine Karriere und er ließ sich mit seiner Frau Elisabeth in Karlsruhe nieder, wo er schon seit den 1960er Jahren ein eigenes Haus hatte.

### 1981 bis 1983: Comeback bei Hertha BSC – Aufstieg und Abstieg
Der Zweitligist Hertha BSC verlor das Spiel der dritten Hauptrunde des DFB-Pokals am 4. Dezember 1981 zu Hause gegen den SSV Ulm 1846 mit 1:2. Herthas Präsident Wolfgang Holst entließ daraufhin den Trainer Uwe Klimaschefski und verpflichtete Georg Gawliczek, der sich eigentlich bereits 1980 vom Geschäft zurückgezogen hatte und sich zufälligerweise, wie es heißt, dieses Spiel vor Ort angesehen hatte. In der Liga befand sich Hertha, im Vorjahr 14., zu jenem Zeitpunkt nach dem 17. Spieltag auf dem siebten Rang, vier Punkte hinter einem Aufstiegsplatz. Unter Gawliczeks Leitung wurde die Hertha am Saisonende Zweiter hinter dem FC Schalke 04 und vor den Offenbacher Kickers. Damit stieg der Verein nach fünf Jahren wieder in die Bundesliga auf. Gawliczek führte Hertha BSC auch durch die Bundesliga-Saison 1982/83; die Mannschaft stieg jedoch am Saisonende als Tabellenletzter wieder ab, nachdem sie nach dem 19. Spieltag noch auf Platz zehn gestanden hatte. Gawliczek blieb auch noch in der darauffolgenden Saison in der 2. Bundesliga Hertha-Trainer, doch nachdem die Mannschaft nach der Vorrunde nur auf Platz zehn lag, wurde er im Januar 1984 durch Martin Luppen ersetzt, der die Saison als Elfter abschloss. Gawliczek kehrte wieder in den Ruhestand nach Karlsruhe zurück.

## Stationen

### Als Spieler
- FC Schalke 04, 1943–1947
- Meidericher SV, 1947–1949
- 1. FC Kaiserslautern, 1949/50
- 1. FC Köln, 1951–1953 (OL 56 Spiele; 2 Tore / Endrunde DM 4 Sp.; 1 T. / Westpokal 3 Sp.; 2 T.)
- Phönix Ludwigshafen, 1953/54 (OL 30 Spiele; 4 Tore)

### Als Trainer
- Verbandstrainer Mittelrhein, 1950/51
- Verbandstrainer Südwest, 1954–1956
- neben seiner Verbandstrainertätigkeit beim SWFV Trainer des FC Phönix Bellheim in der Runde 1955/56
- DFB-Trainer, 1956–1960
- FC Schalke 04, 1960 – 25. April 1964
- Hamburger SV, 1964 – 17. April 1966
- Karlsruher SC, 25. Oktober 1967 – 8. Februar 1968
- FC Zürich, 1968–1970, Pokalsieg 1970
- Young Fellows Zürich, 1970/71
- Südwest Ludwigshafen, 1971–11/1972, RL Südwest
- Tennis Borussia Berlin, 1. Januar 1973–1975, RL und Bundesliga
- Wacker 04 Berlin, 1975/76, 2. Bundesliga
- Freiburger FC, 1976–1978, 1977/78: 2. Bundesliga
- SV Waldhof Mannheim, November 1978 – März 1980, 2. Bundesliga
- Hertha BSC, 11. Dezember 1981–1983, 2. BL und Bundesliga